# Тельшяй
Тельшяй (Тельши, жумуд. Telšē (Тельше), лит. Telšiaiⓘ (Тельшяй)) — неофіційна столиця Жмуді, місто в Литві з понад 31 тисячою мешканців. Центр Тельшяйського повіту, розташований на березі озера Мастіс.
Тельшяй – одне з найстаріших міст Литви, яке, ймовірно, датується XIV століттям. У 15-20 століттях Тельшяй став повітовим центром, а в 1795—1802 роках входив до складу Віленської губернії. У 1873 році Тельшяй було передано Ковенській губернії.

## Назва

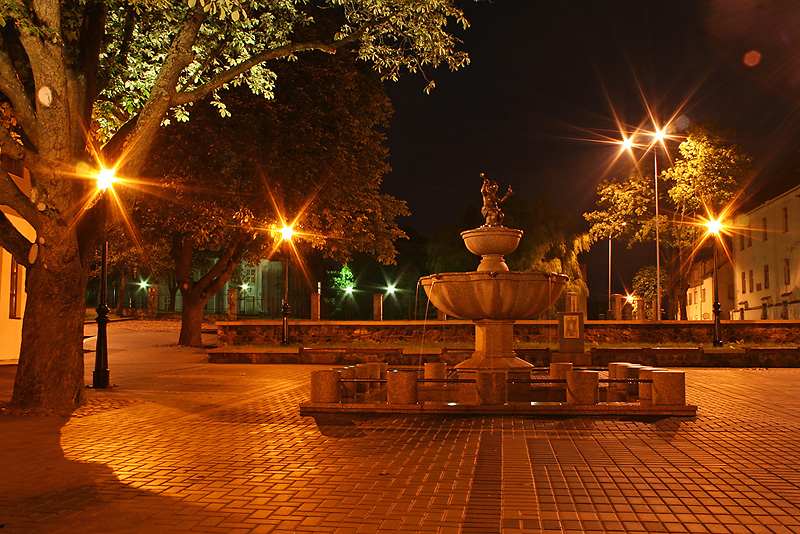
Соборна площа вночі

Назва Тельшяй є варіантом того самого кореня литовською мовою (-telš-, -tilž-), що й "Tilžė" зі значенням, пов’язаним з водою. Назва "Telšiai" або "Telšē" в самойтському діалекті литовської мови походить від дієслова «telkšoti» (буквально «бути залитим водою», «розбризкуватися» тощо). Назва Тельшяй була записана в різних формах і різними мовами протягом історії міста. Деякі іноземні назви міста включають латиська Telši; німецька Telsche, Telschi; пол. Telsze; російська Тельшяй, Тельші, Тяльшяй. В англійських джерелах Тельшяй також відомий під кількома альтернативними назвами, включаючи Telsiai, Telshi і Telschi.

## Герб

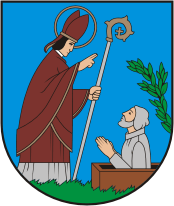
Герб Тельшяй

Герб дарований Станіславом Августом у 1791 6 грудня разом з підтвердженням міських прав. На синьому тлі зображено Краківського єпископа святого Станіслава Щепановського.

## Історія

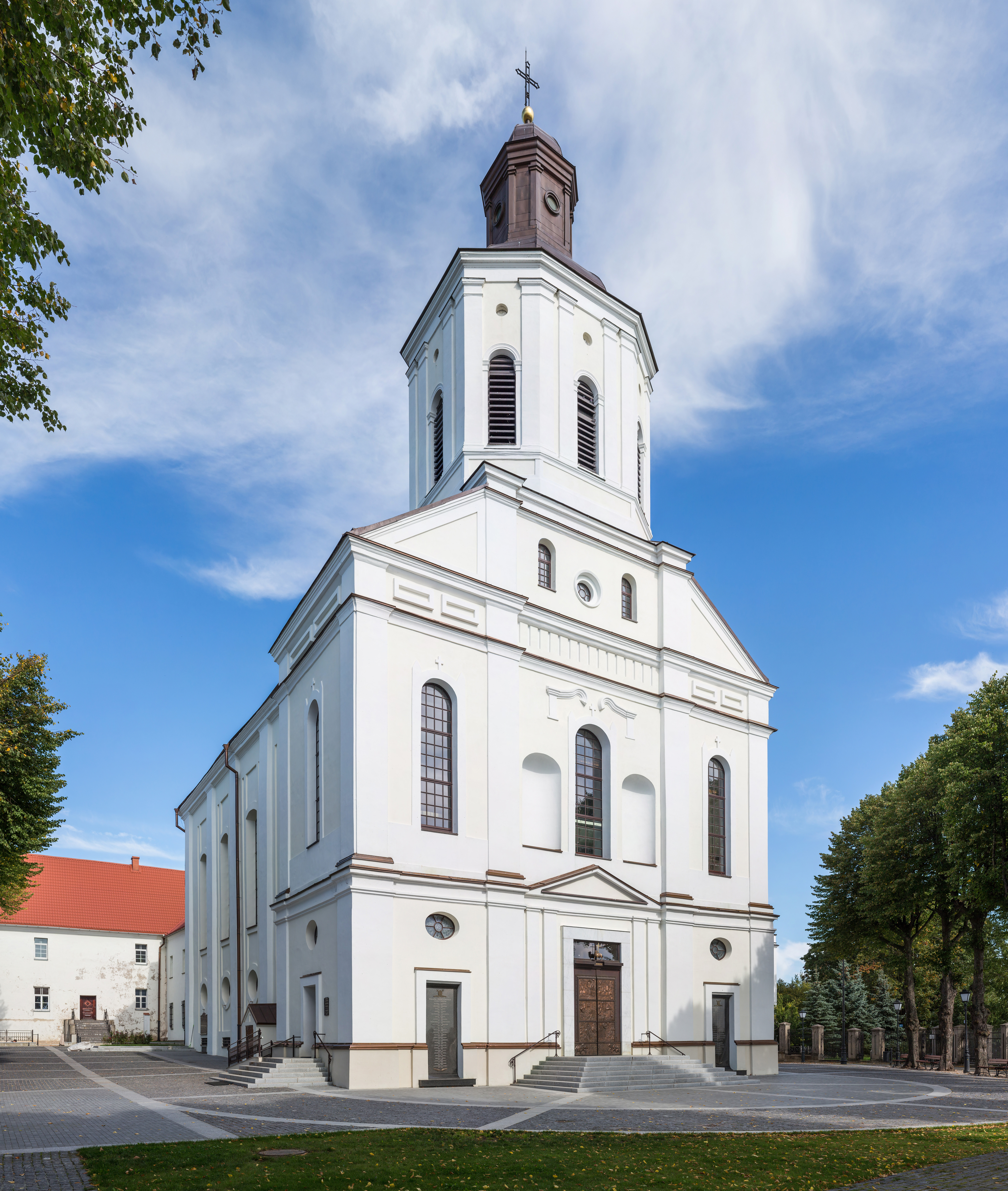
Тельшяйський собор

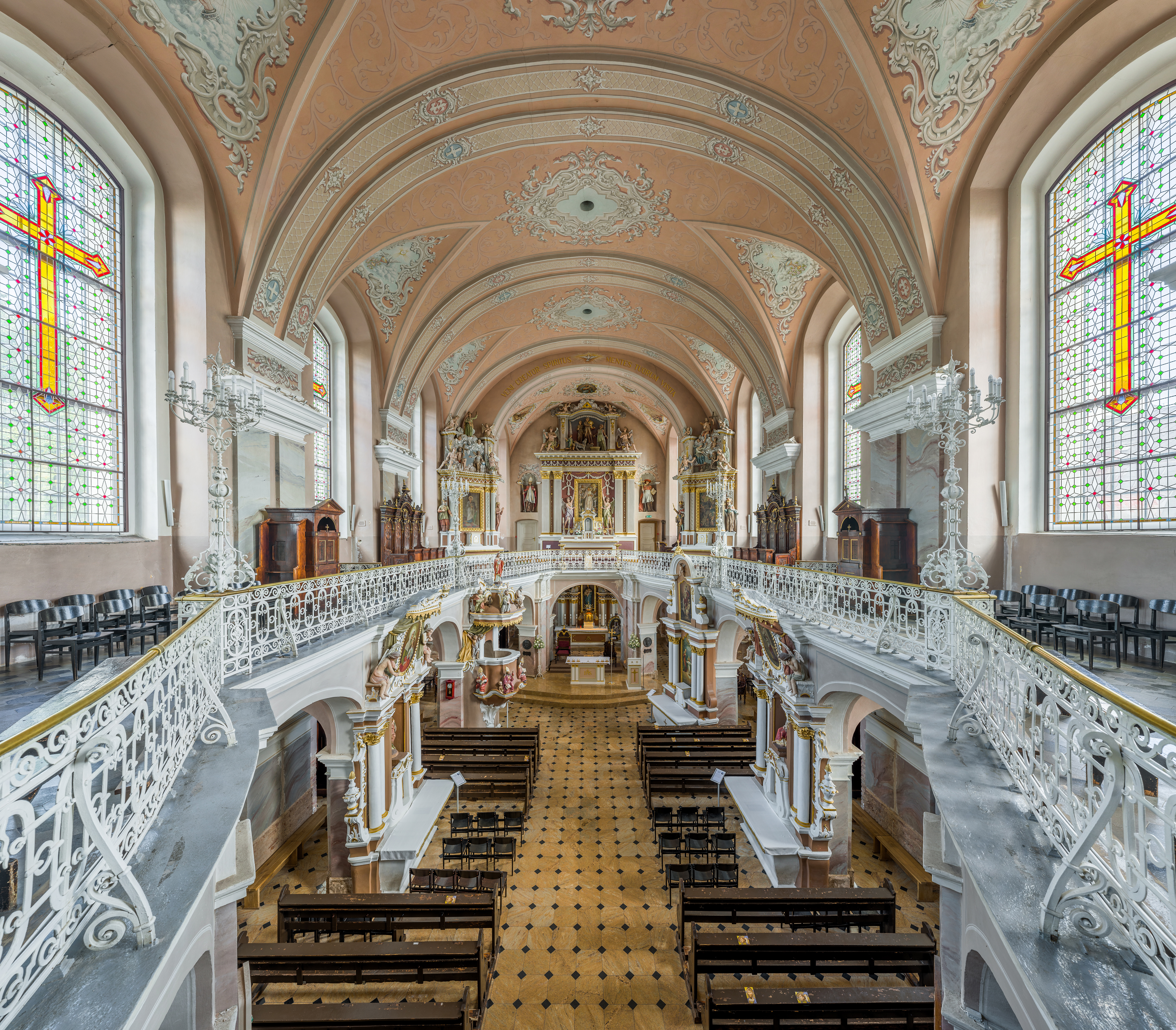
Інтер'єр Тельшяйського собору.

Озеро Мастіс, на березі якого розташоване Тельшяй, згадується в багатьох міфах та легендах. Місто отримало назву від невеликої річки Тельше, яка впадає в це озеро. Легенда свідчить, що заснував місто лицар на ім'я Джугас. Перша згадка про місто датується приблизно 1450 роком, але найдавніші археологічні знахідки в районі міста належать до кам'яного віку. У XV столітті в Тельші вже був казенний маєток. Ним і волосттю керували жемайтійські старости. Тельшяй опинився в центрі повстання жемайтійських селян.
Наприкінці XVII століття Тельшяй став культурно-політичним центром Жемайтії. У місті були організовані місцеві парламенти, відомі як сеймики, що складалися зі шляхти, і був заснований суд. У XVII столітті Тельшяй отримав магдебурзьке право.
Протягом Листопадового повстання 1830-31 років громадян Республіки Обох Народів проти гніту Російської імперії місто було осередком для польсько-литовських повстанців, що воювали проти російської регулярної армії. Був створений революційний уряд повстанців, відкриті школи для підготовки старшин і унтерофіцерів. Під час повстання 1863 р. Тельшяй був одним із головних осередків повстання у Жемайтії, оскільки тут зосередилися повстанські сили.
Наприкінці 19 століття Тельшяй почав розростатися. Сформовано бригаду пожежників, відкрито аптеку та театр. У 1908 був організований перший литовський концерт-вистава. Пожежа 1908 року знищила більшу частину дерев'яного міста.
Місто пережило дві польські революції, було захоплене німцями в Першій світовій війні та на короткий час окуповане Червоною армією в 1918 році.
У роки незалежності Литви, з 1918 по 1940 рік, Тельшяй швидко зростав. Було засновано кілька жіночих і чоловічих шкіл, технікум, ремісничу школу та вчительську семінарію. Діяло декілька культурницьких товариств і об'єднань. Було побудовано музей Алка та діяло кілька культурних товариств. У 1935 Тельшяй став центром державного управління.
Під час першої совєцької окупації, в результаті Пакту Молотова — Ріббентропа, Тельшяй став сумно відомим через Райняйську різанину, масове вбивство 76 литовських політичних в'язнів, здійснене Червоною армією у ніч з 24 на 25 червня 1941 р.
Зараз Тельшяй є 12-м за величиною містом Литви. Це центр Тельшяйського повіту і Тельшяйського району. У місті 4 гімназії, 4 середні та 5 початкових шкіл. Також відкриті факультети Вільнюської Академії Мистецтв, коледжу суспільних наук і жемайтійського коледжу.
22 січня 2013 року Міністерство культури Литовської Республіки офіційно оголосило, що Тельшяй буде названо Литовською столицею культури у 2016 році.

## Центр римо-католицької єпархії

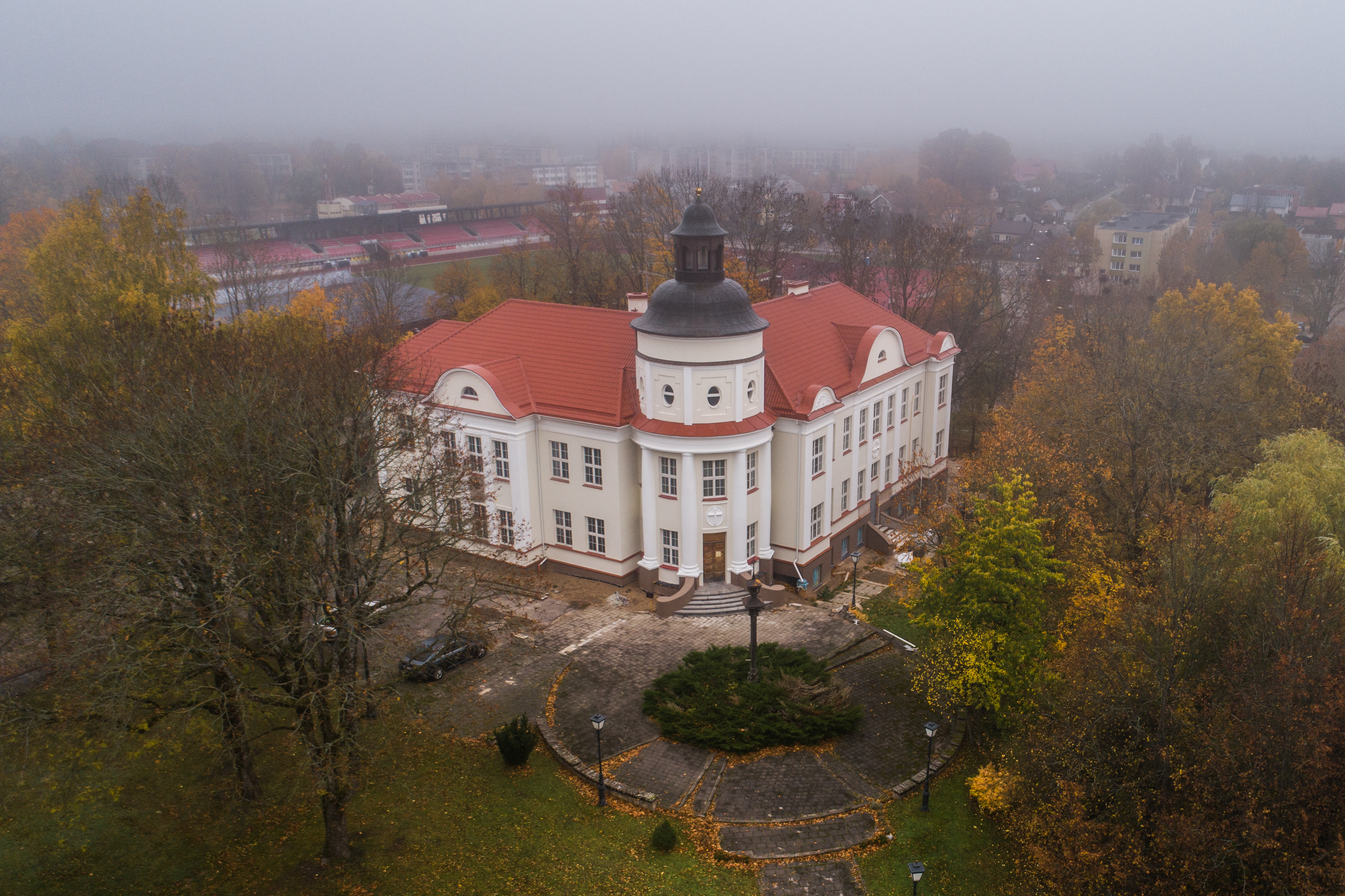
Курія Тельшяйської римо-католицької єпархії

Римсько-католицька єпархія Тельшая була створена в 1926 з центром у Тельшяї. Юстінас Стаугайтіс, один із двадцяти підписантів Акту про незалежність Литви, став першим єпископом єпархії.
У 1927 була заснована Тельшяйська духовна семінарія єпископа Вінцентаса Борисявичюса. Закрита у 1946 після окупації Литви Совєцьким Союзом, але відновлена наприкінці холодної війни.
До сучасних архітектурних пам'яток належать Тельшяйський кафедральний собор і Церква Успіння Пресвятої Богородиці.

## Культура
Жемайтійський музей «Алка» був заснований у 1932 р. Товариством шанувальників давніх жемайтійців «Алка». Музей працював у спеціально орендованому для нього будинку, поки в 1938 не було збудовано нинішній музейний палац. Нині музей «Алка» відомий у Жемайтії тим, що налічує понад 62 тисячі експонатів, 70 тисяч одиниць садибних архівів, 12 тисяч експонатів книжкової наукової бібліотеки та 15 тисяч кінонегативів. Музей має велику історичну експозицію Жемайтії, а також велику колекцію картин відомих литовських та іноземних художників.
У південній частині міста біля озера Мастіс знаходиться міський парк із Музеєм сільського побуту Жемайтії під відкритим небом. Він був відкритий у 1983 і має експозицію типових садиб Жемайтії 19 століття. Нині тут 16 автентичних будівель. Експозиція музею оформлена за садибними розділами: багата садиба селянина; сарай; садиба бідного селянина і садиба простого селянина. Відвідувачі музею також можуть ознайомитися з вітряком, кузнею, молотарнею та супутнім інвентарем.

### Драмтеатр і Центр культури

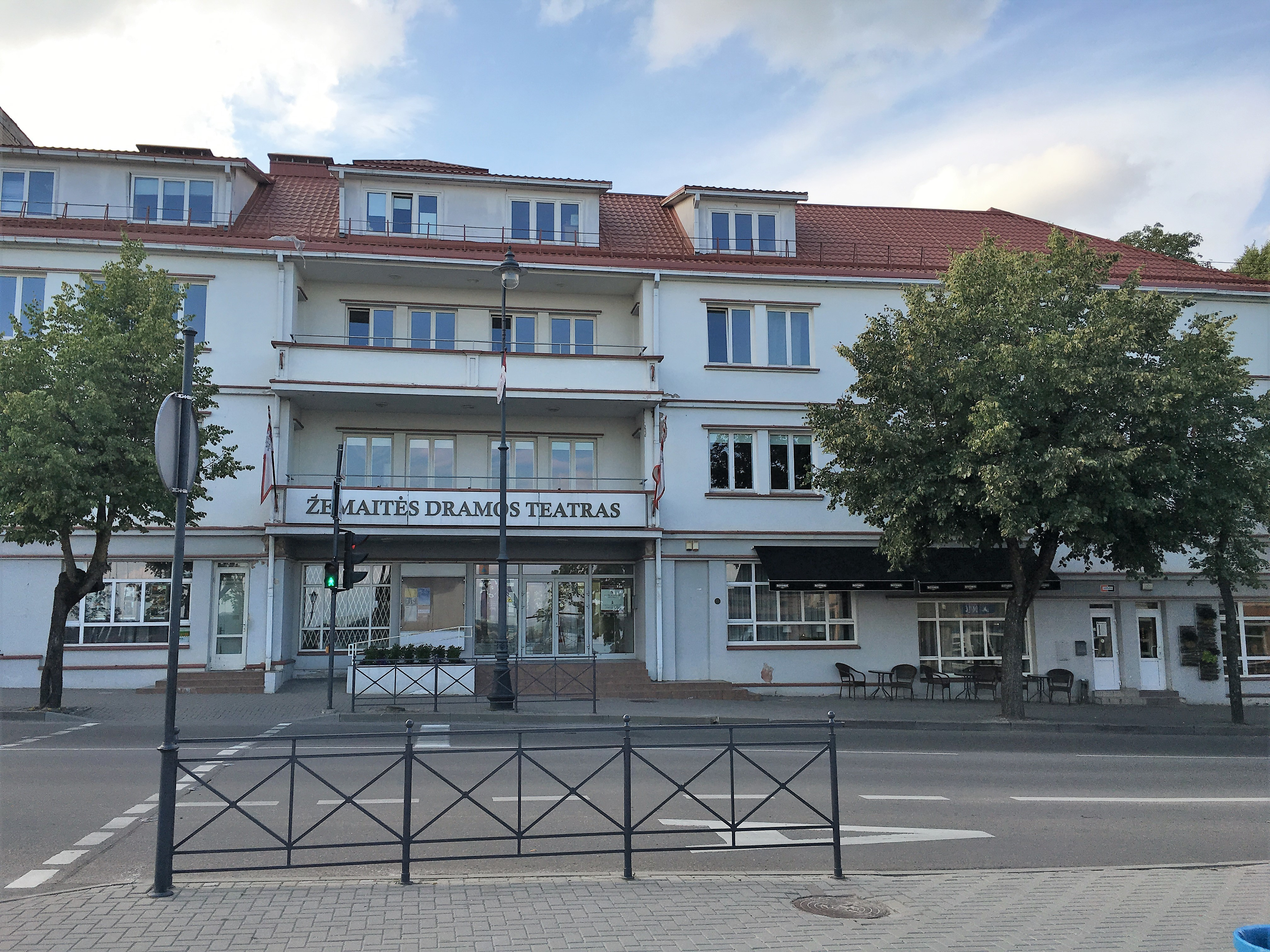
Жемайтійський драмтеатр

Драматичний театр Жемайте, названий на честь відомої литовської письменниці Юлії Жемайте, є одним із найстаріших театрів Литви. Виникнення театру в Тельшяї починається на початку 20-го століття, коли студент мистецтв і медицини Васеріс повернувся до Тельшая з Києва і поставив дві вистави в порожніх казармах міста Театр є членом Міжнародної асоціації аматорських театрів. Нині тут працюють дві акторські трупи: дорослі актори (кер. К. Бразаускас) та молоді актори «Саві» (кер. Л. Поцевічене). Керівник театру Артурас Буткус.
У Тельші також є Культурний центр. Заснований у 1946 році. Нинішня будівля центру побудована у 1974 році. З 2007 будівля знаходиться на реконструкції. Нині в ній працює 13 мистецьких колективів.

### ЗМІ в Тельшяї
Головною газетою в місті та районі Тельшяй є «Kalvotoji Žemaitija» («Гориста Жемайтія»), яка була заснована 19 квітня 1941 р. Вона виходить тричі на тиждень і доступна в Інтернеті. Другою за величиною газетою Тельшая є Telšių žinios (Новини Тельшая), заснована 1 жовтня 1999 р. Виходить двічі на тиждень, а також доступна онлайн.
Основним онлайн-порталом міста є www.telsiai.info, який входить до групи порталів miestunaujienos.info.

### Бібліотека
Головною бібліотекою є Тельшяйська регіональна публічна бібліотека імені Кароліни Праняускайте, розташована в центрі міста. Вона була заснована в 1922 році. У 1967 вона була визнана найкращою районною бібліотекою Литви. У 1997 бібліотека була названа на честь Кароліни Праняускайте, першої поетеси Жемайтії.

### Їжа та кухня
Тельшяй славиться жемайтійською кухнею та багатими гастрономічними традиціями.
- Жемайтійські млинці (Žemaičių blynai) – пласкі млинці з грубого картопляного пюре з начинкою з фаршу.
- Kastinys – сметанне «масло»; сметану розминають і промивають до утворення м’якої маси.
- Твердий сир – самогіти почали зброджувати твердий сир приблизно в 16 столітті.

## Туризм

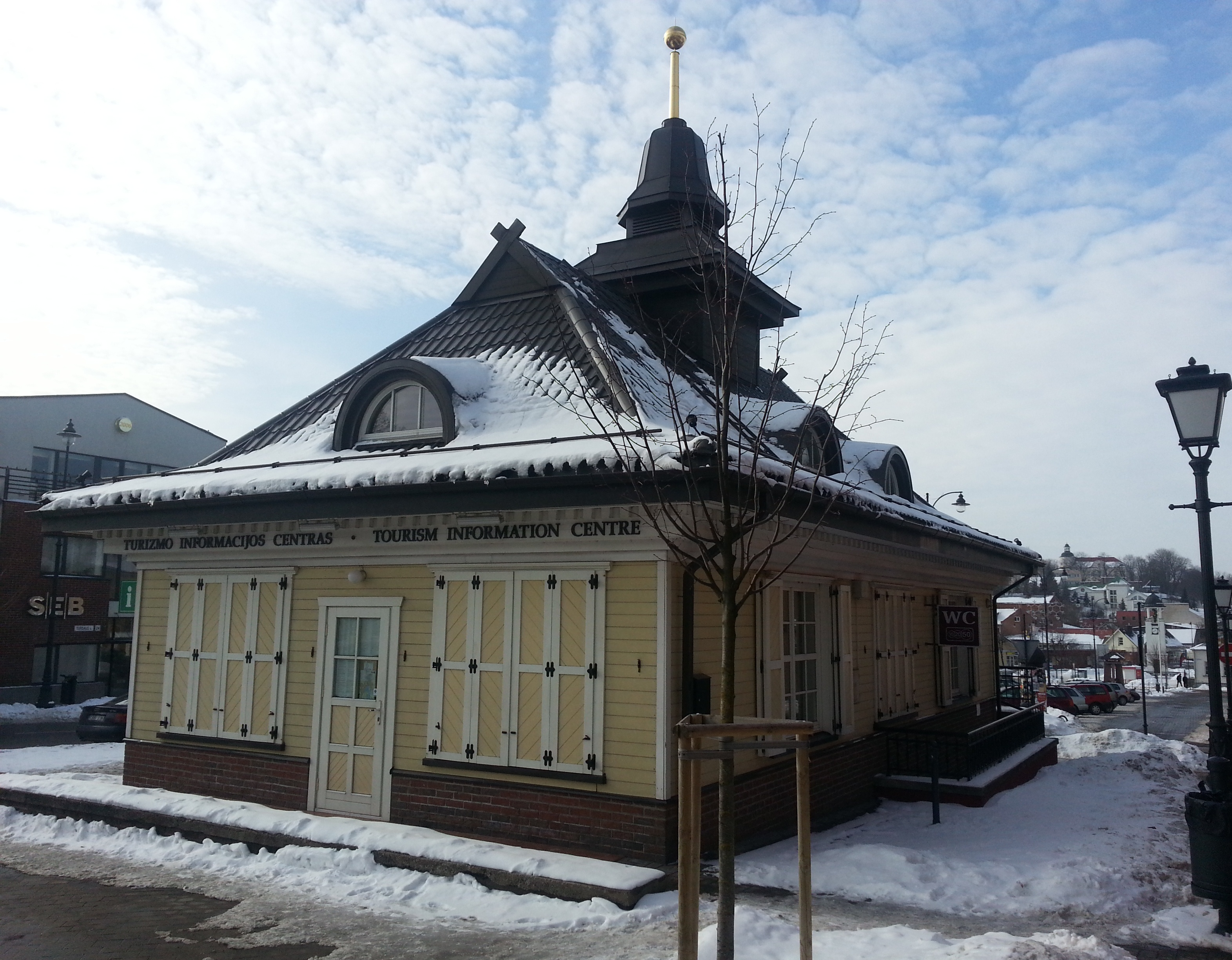
Туристичний інформаційний центр

Старе місто Тельшяй є одним із семи старих міст Литви, що охороняються законом як культурна спадщина. Основними туристичними визначними пам'ятками є:
- Жемайтійський музей «ALKA» та Музей сільського побуту Жемайтії під відкритим небом.
- 47 скульптур ведмедів різних розмірів і форм у місті Тельшяй. Ведмідь – давній символ Жемайтії.
- Дом-музей сиру "DŽIUGAS".
- Жемайтійсько-японо-китайська садиба-музей А. Йонушо.
- Берег озера Мастіс і парк скульптур.
- Тельшяйський собор і Тельшяйська духовна семінарія єпископа Вінцентаса Борисявичюса (на верхньому поверсі можна побачити панораму міста).
- Церква Успіння Пресвятої Богородиці, (відома як «Мала церква») і православна церква Святого Миколая.

У центрі міста розташований туристичний інформаційний центр Telšiai was announced as tourists destination by EDEN in 2013.

## Географія
Тельшяй розташований посередині Жемайтійської височини. Місто було побудоване на семи пагорбах на березі озера Мастіс. Поблизу знаходяться пагорб Шатрія  і городище, яке є пам'яткою культури і частиною природного заповідника.

### Клімат
| Клімат Telšiai          | Клімат Telšiai | Клімат Telšiai | Клімат Telšiai | Клімат Telšiai | Клімат Telšiai | Клімат Telšiai | Клімат Telšiai | Клімат Telšiai | Клімат Telšiai | Клімат Telšiai | Клімат Telšiai | Клімат Telšiai | Клімат Telšiai |
| Показник                | Січ.           | Лют.           | Бер.           | Квіт.          | Трав.          | Черв.          | Лип.           | Серп.          | Вер.           | Жовт.          | Лист.          | Груд.          | Рік            |
| Абсолютний максимум, °C | 8,7            | 12,6           | 19,3           | 24,6           | 30,0           | 32,8           | 32,2           | 31,9           | 28,5           | 23,2           | 16,4           | 10,4           | 32,8           |
| Середній максимум, °C   | −2,4           | −1,8           | 2,4            | 9,4            | 16,5           | 20,0           | 20,9           | 20,4           | 15,6           | 10,2           | 3,9            | −0,1           | 9,6            |
| Середня температура, °C | −4,7           | −4,4           | −0,9           | 4,8            | 11,3           | 14,9           | 16,4           | 15,7           | 11,5           | 7,0            | 1,7            | −2,3           | 5,9            |
| Середній мінімум, °C    | −7,3           | −7             | −3,8           | 1,2            | 6,5            | 10,3           | 12,2           | 11,7           | 8,1            | 4,3            | −0,2           | −4,6           | 2,6            |
| Абсолютний мінімум, °C  | −36,4          | −34,6          | −25            | −15,9          | −5,9           | −0,1           | 4,4            | 3,4            | −3,5           | −8,4           | −22            | −29,3          | −36,4          |
| Норма опадів, мм        | 55             | 34             | 46             | 43             | 44             | 67             | 89             | 92             | 80             | 80             | 89             | 69             | 788            |
| Днів з опадами          | 9              | 7              | 9              | 8              | 8              | 9              | 11             | 11             | 11             | 9              | 12             | 12             | 116            |
| ----------------------- | -------------- | -------------- | -------------- | -------------- | -------------- | -------------- | -------------- | -------------- | -------------- | -------------- | -------------- | -------------- | -------------- |

## Уряд м. Тельшяй

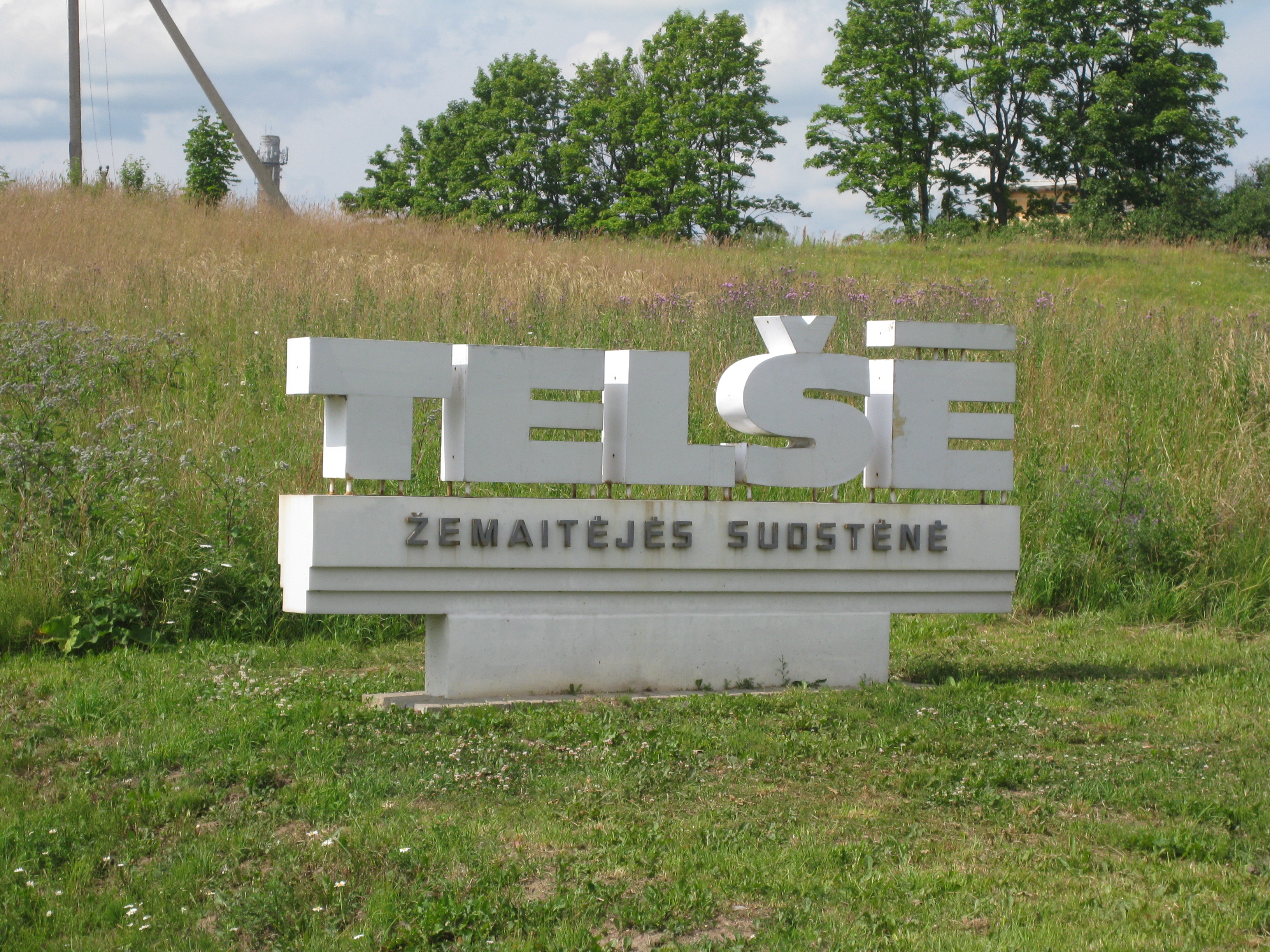
Тельшяйський знак (жемайтійський діалект)

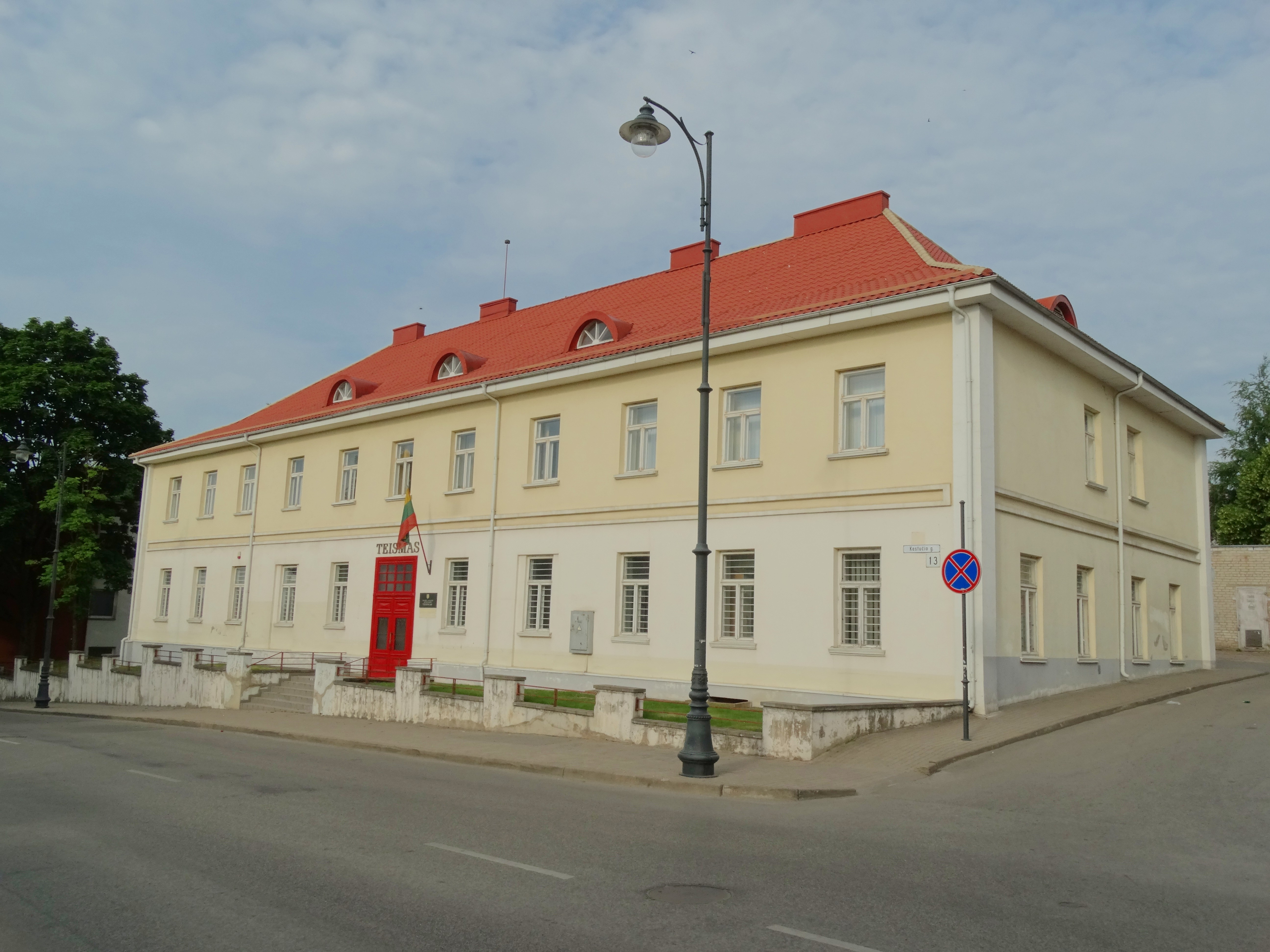
Районний суд м. Тельшяй

Відповідно до Закону про адміністративно-територіальні одиниці та межі Литовської Республіки, Тельшяй є центром Тельшяйського повіту, а також центром Тельшяйського району.
Місто Тельшяй також є центром Тельшяйського міського староства. Воно було засноване у 1997 р. Його площа становить 16,4 км². За статистикою 2006 р. густота староства становить 1862 чол./км². Тельшяйське міське староство має шість субстароств, метою яких є представництво громад населених пунктів. Підстароства: Германтас; Караліус, Міндаугас, Луоке, Мастіс, Науямістіс і Сенаміестіс.

## Економіка
Тельшяй є важливим економічним центром Жемайтії. Тут діють філії великих литовських банків, торгових центрів тощо, а також створені промислові підприємства. Найбільшою компанією, що працює в місті, є AТ "Žemaitijos pienas", одна з найбільших компаній з переробки молока в Литві.
У Тельшяї було створено «Інкубатор бізнесу Тельшяйського повіту», щоб допомогти новим підприємцям, які хочуть розпочати власний бізнес, а також стимулювати створення нових робочих місць.
У вересні 2012 р. було оголошено, що, згідно з даними Департаменту статистики Литви, середня зарплатня Литви найшвидше зросла в Тельшяї у другому кварталі 2012 р..

## Освіта

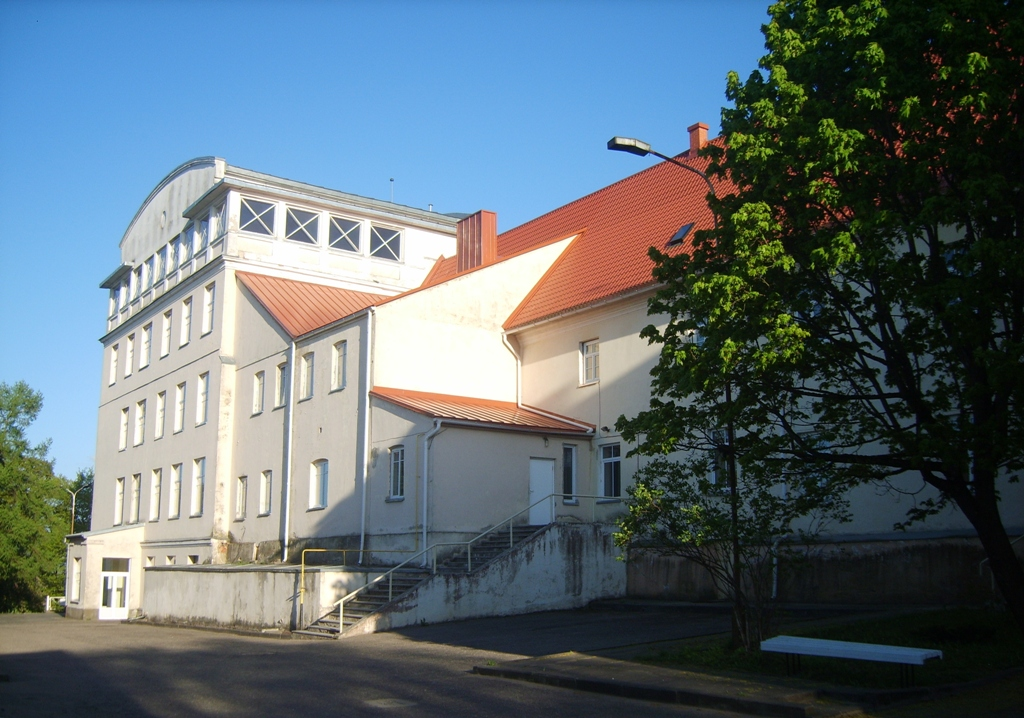
Тельшяйська духовна семінарія єпископа Вінцентаса Борисявичюса

Тельшяй є одним із трьох міст Литви, де діє римо-католицька Тельшяйська єпископська духовна семінарія Вінцентаса Борисявичюса (інші два міста — Вільнюс і Каунас).

### Університети та коледжі
- Тельшяйська духовна семінарія єпископа Вінцентаса Борисявичюса
- Тельшяйський відділ Вільнюської академії мистецтв
- Відділення мистецтва та педагогіки Жемайтійської колегії
- Відділення коледжу соціальних наук.

### Гімназії та середні школи
- Жемайтійська гімназія
- Католицька гімназія Вінцентаса Борисявичюса
- Гімназія Джугаса
- Германтська середня школа
- Прогімназія Крантас
- Атеїтська середня школа
- Середня школа для дорослих

## Спорт
Футбольний клуб «Мастіс Тельшяй» виступав у західній зоні ІІ ліги Федерації футболу Литви. У 2012 команда виграла срібні медалі та кваліфікувалася до I Ліги. У 2014 команда була перейменована на ФК Джугас. Того ж року команда посіла друге місце в західній зоні ІІ ліги ЛФФ. ФК Джугас зараз грає в I Лізі. У Тельшяї є футбольний стадіон місткістю приблизно 3000 чол. Він перебував на реконструкції з 2010 по 2016 рік, щоб відповідати міжнародним вимогам. Реконструйований стадіон було відкрито 15 травня 2016 р. Відбувся фінал Кубка LFF між FK Žalgiris і FK Trakai, перша гра на оновленому стадіоні.
Тельшяйський баскетбольний клуб «Тельшяй» був заснований у 2012. У 2015 клуб виграв титул третього рівня Регіональної баскетбольної ліги, а з сезону 2015–2016 команда грає у Національній баскетбольній лізі, на Спортивній арені Тельшяя (з 2017). Команда посіла третє місце в регулярному сезоні 2016–2017 Національної баскетбольної ліги, але програла в чвертьфіналі. У 2017–2018 команда програла в першому раунді плей-офф. Через рік після того, як у 2019 «Тельшяй» вийшов у плей-офф Ліги та став третім, вигравши бронзові медалі вперше в історії клубу.
З 1992 по 1998 у Тельшяї також була чоловіча хокейна команда «Germantas», яка виступала в Литовській хокейній лізі, яка є головною чоловічою хокейною лігою Литви. У 1996 команда посіла перше місце в регулярному сезоні, але програла у фіналі плей-офф.

## Транспорт

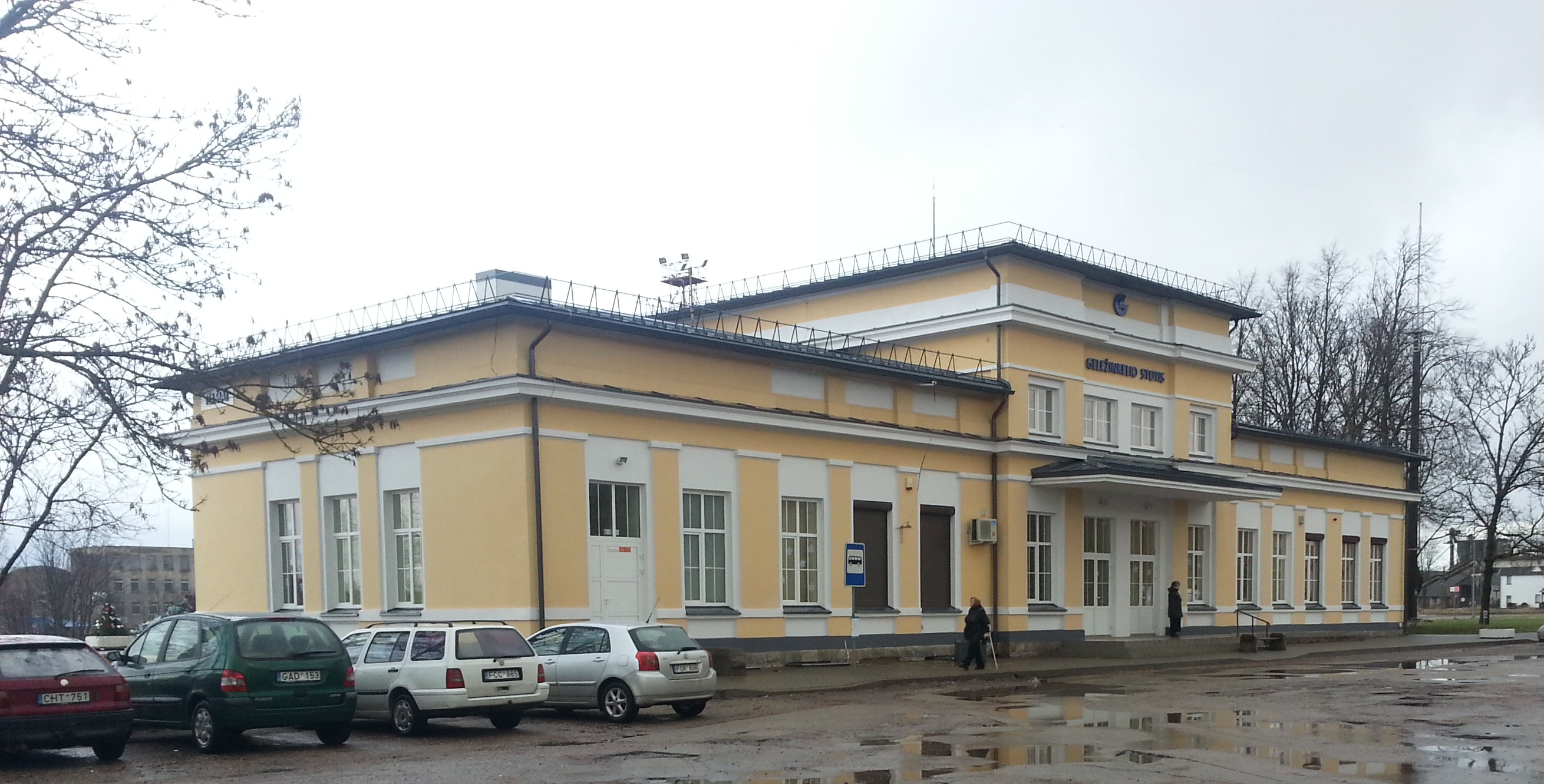
Залізнична станція м. Тельшяй

Через Тельшяй проходить важлива магістраль A11 від Шяуляя до Паланги. Потяги, що прямують за маршрутами Вільнюс–Клайпеда та Радвілішкіс–Клайпеда, проходять через залізничну станцію Тельшяй. До Тельшяя також можна дістатися автобусом з багатьох міст Литви та невеликих міст Тельшяйського повіту. Автостанція Тельшяй розташована недалеко від центру міста.
Тельшяй має муніципальну автобусну систему із семи маршрутами. Автобуси курсують з 4 ранку до 23 вечора, квитки продаються безпосередньо в автобусах, хоча також є можливість придбати місячні квитки. У Тельші також є маршрутні таксі.

## Демографія
Етнічний склад у 2011 р. із загальної кількості 25 540:
- литовці – 97,44% (24 887);
- росіяни – 1,7% (436);
- українці – 0,14% (35);
- Білоруси – 0,12% (30);
- Інше – 0,59% (152).

## Міста-партнери
le"

| Місто | Країна | Регіон                  |
| ----- | ------ | ----------------------- |
| Крнов | Чехія  | Південноморавський край |

## Видатні люди
- Брандт Петро Олександрович — генеральний хорунжий армії Української Держави
- Міхал «Вільфрід» Войнич — революціонер, бібліофіл і антиквар, першовідкривач «Рукопису Войнича», чоловік Етель Ліліан Войнич (відомої письменниці і перекладачки українських творів)
- Ірмантас Зельмікас — футболіст, захисник клубу «Круоя».
- Габрієль Нарутович (1865–1922), перший президент Польщі
- Еліас фон Кіон (1843–1912), фізіолог
- Володимир Сухомлинов (1848–1926), генерал російської імператорської армії
- Станіслав Нарутович (1862–1932), політик, підписант Акту про незалежність Литви
- Майкл Нойк (1884–1966), ірландський республіканець і адвокат, народився в Тельшяї
- Владас Петронайтіс (1888–1941), військовий і адвокат, ув’язнений у Тельшяйській в’язниці перед стратою НКВД у Райняйській різанині
- Юстас Палецкіс (1899–1980), литовський журналіст
- Роландас Паксас (нар. 1956), колишній президент Литви
- Альфредас Бумблаускас (нар. 1956), литовський історик
- Егідіюс Александравічюс (нар. 1956), литовський історик
- Нійоле Нармонтайте (нар. 1959), литовська актриса
- Jurga Šeduikytė (нар. 1980), литовська співачка
- Гедрюс Арлаускіс (нар. 1987), литовський футболіст

## Галерея

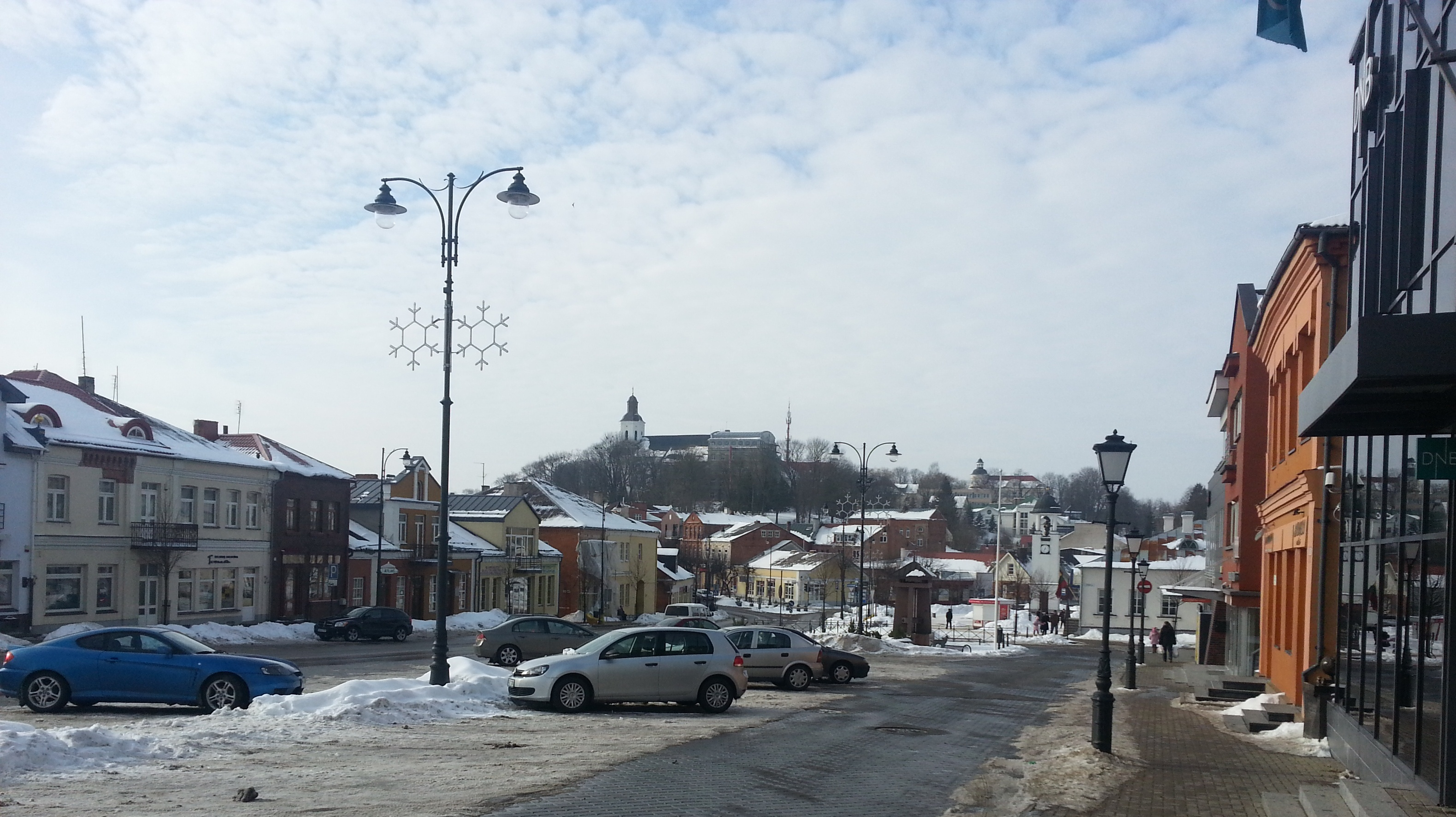
Старе місто Тельшяй
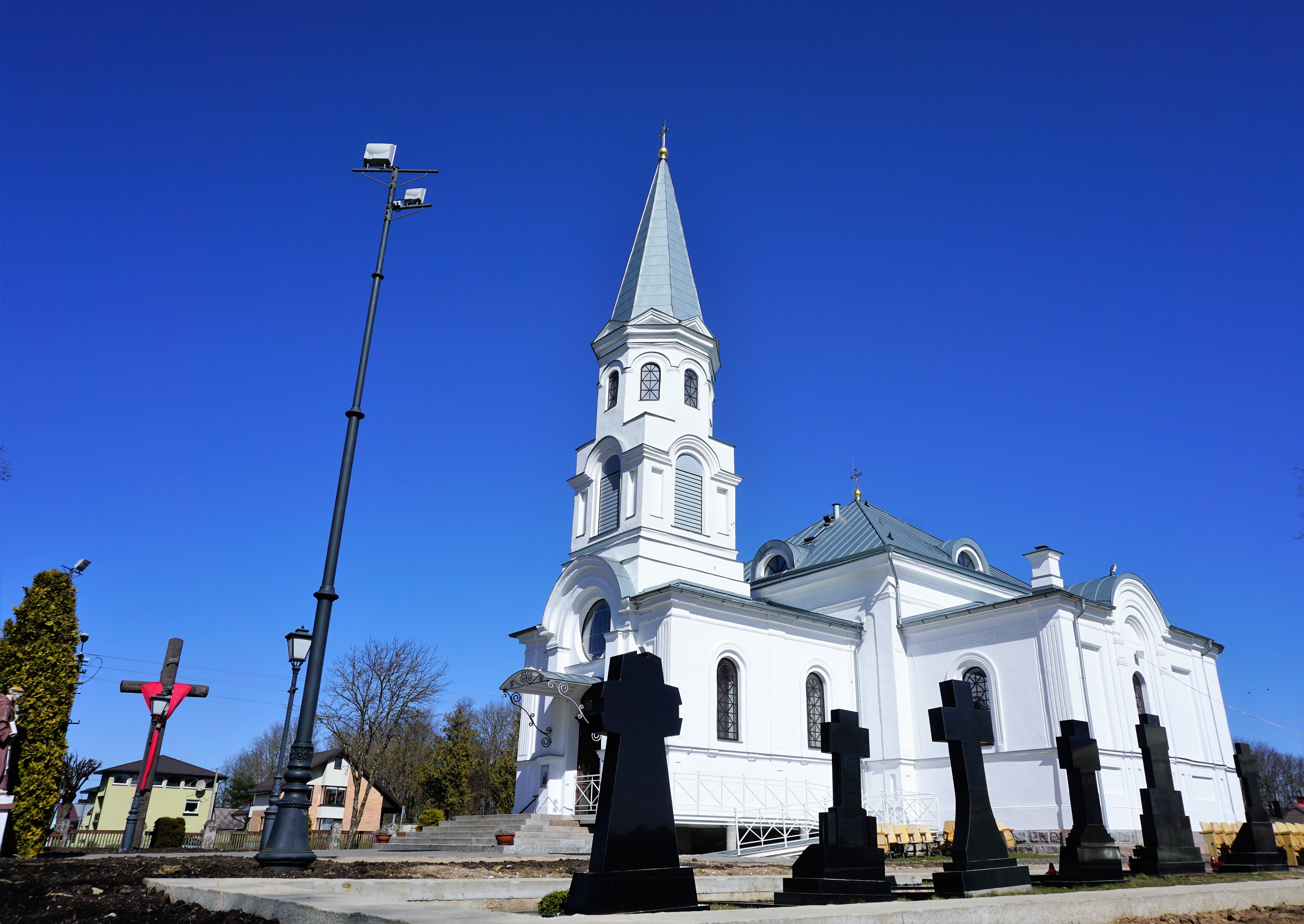
Церква Успіння Пресвятої Діви Марії, Тельшяй
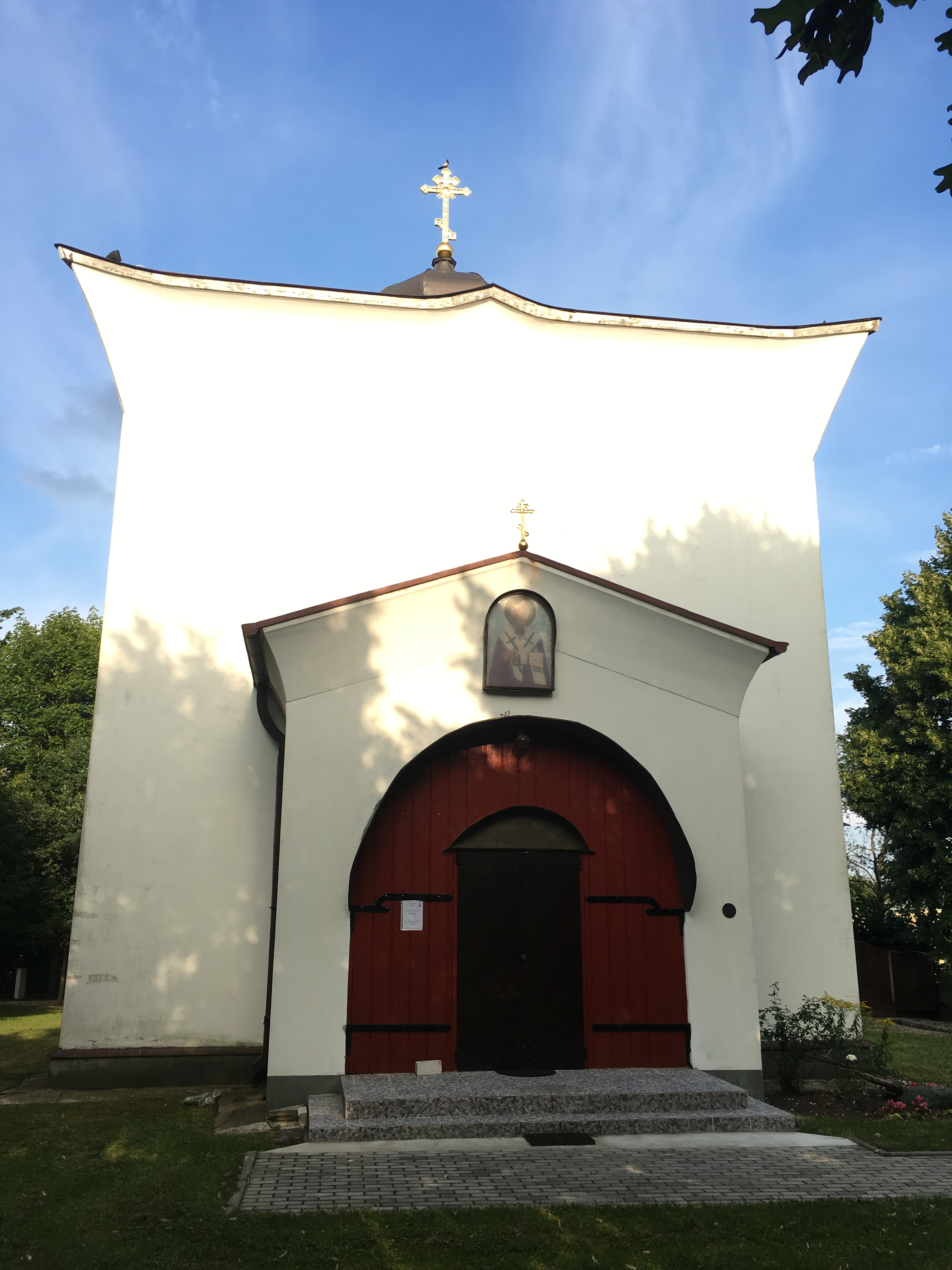
Православна церква
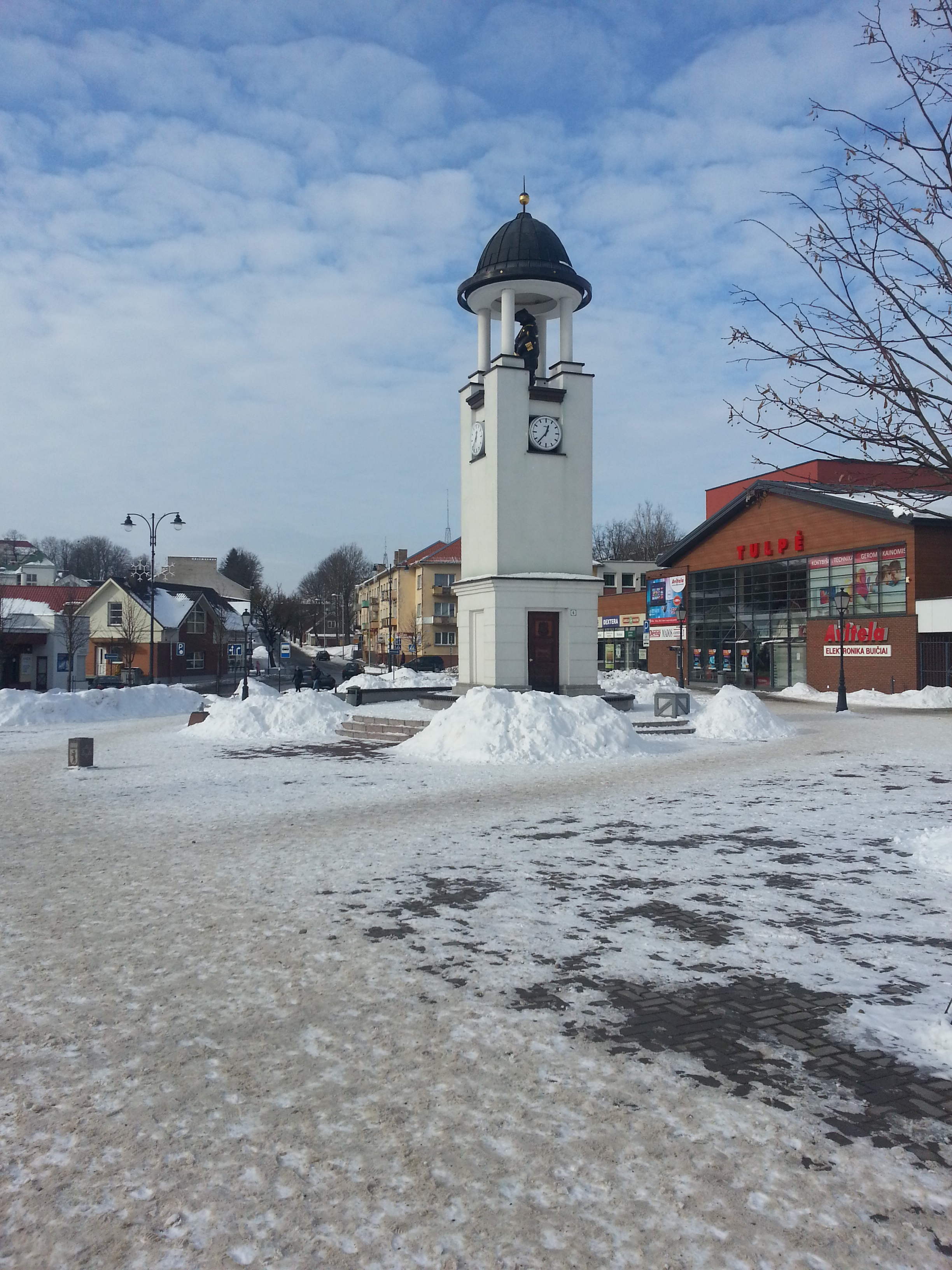
Тельшяйська годинникова вежа з ведмедем, символом Жемайтії
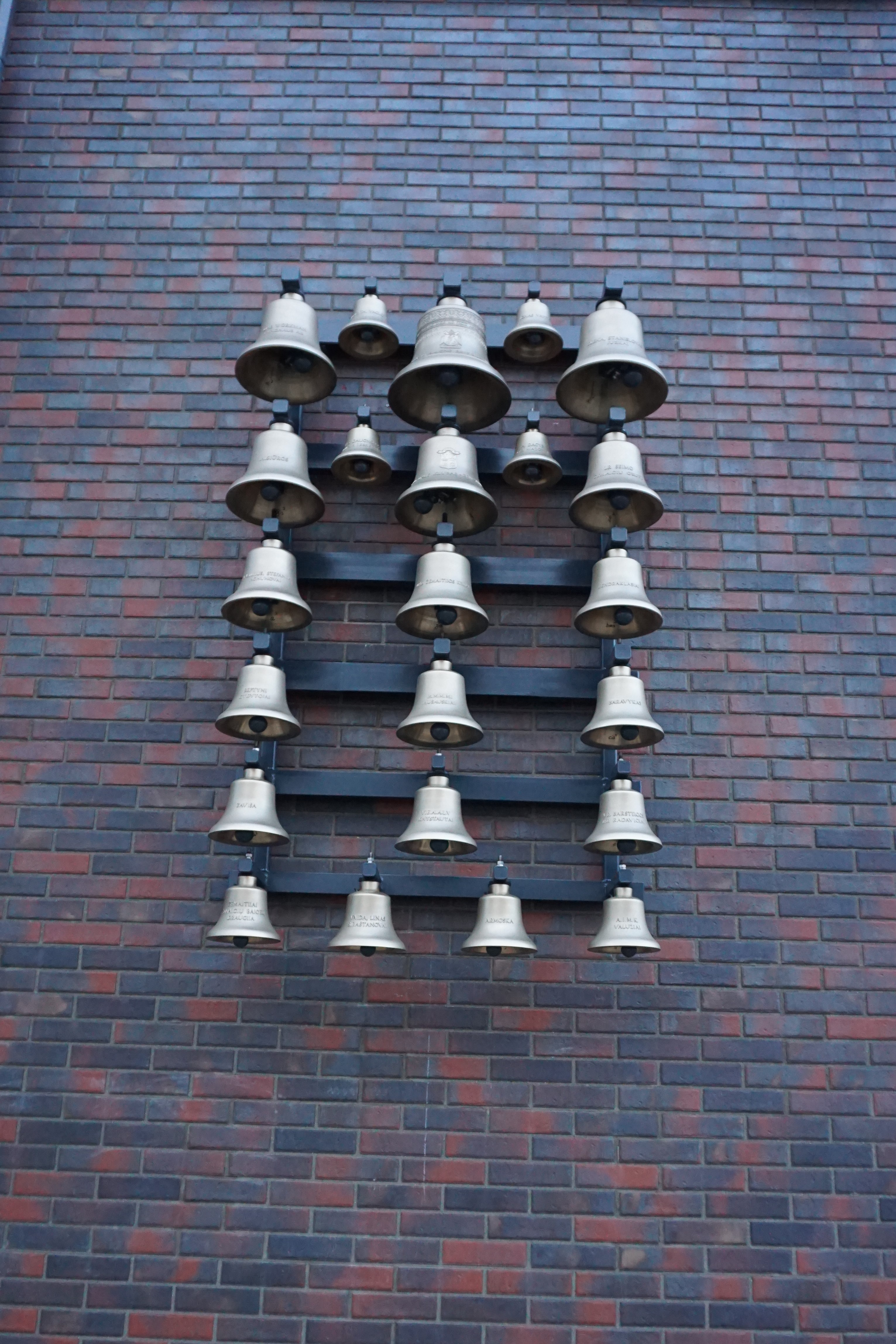
Карильйон в Тельшаї
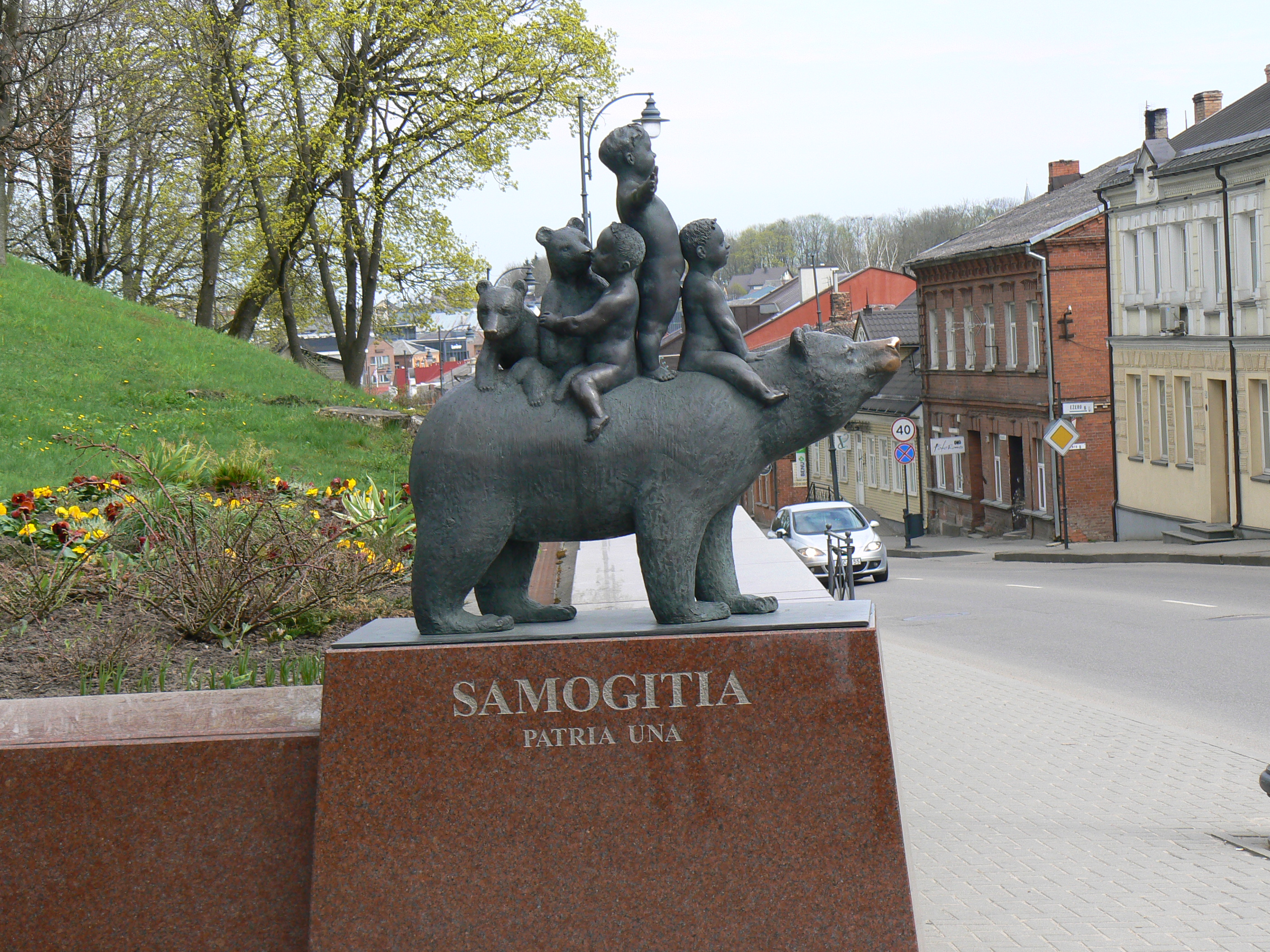
Скульптура ведмедя (Жамойт)
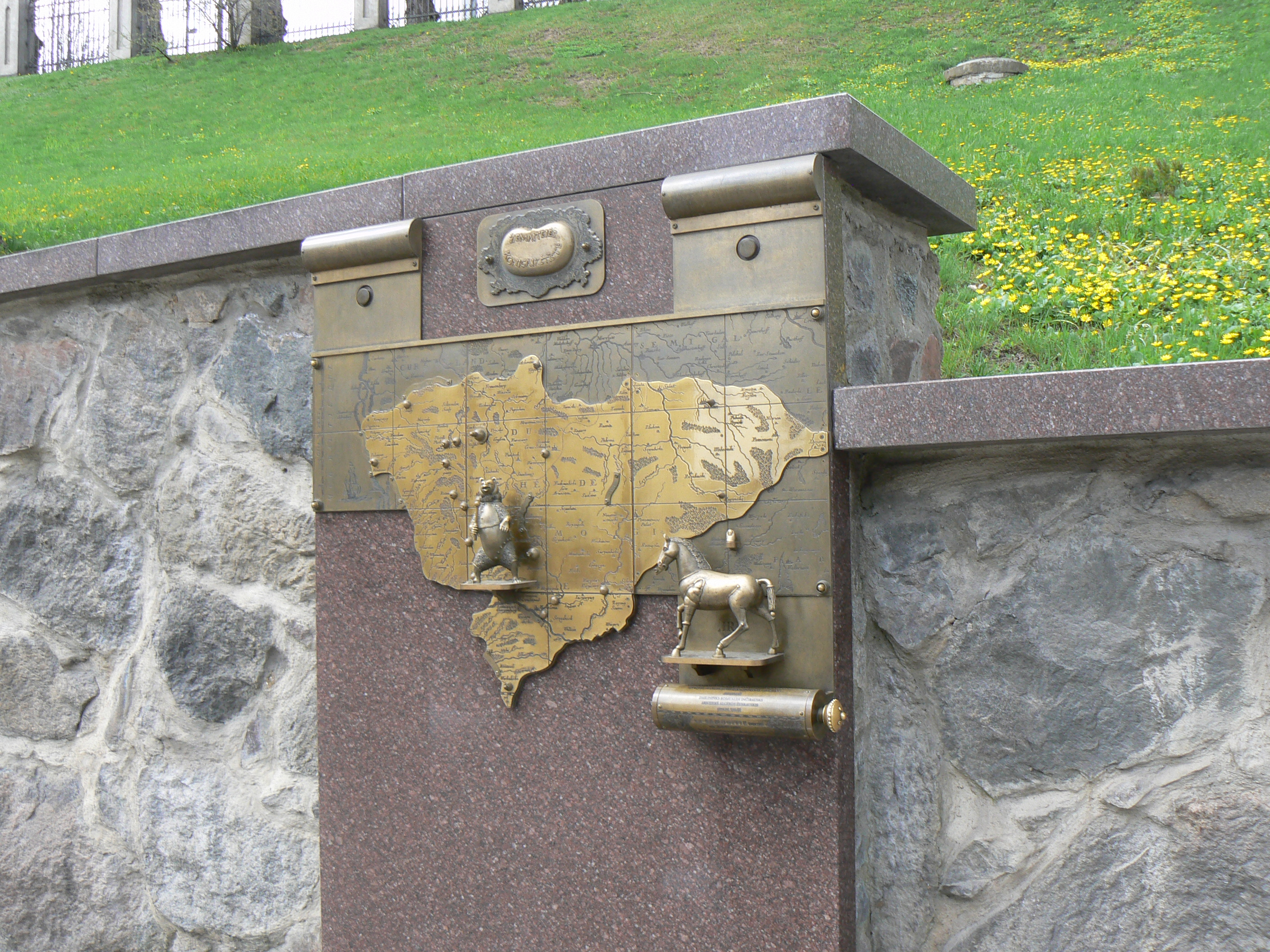
Вулиця Республіки
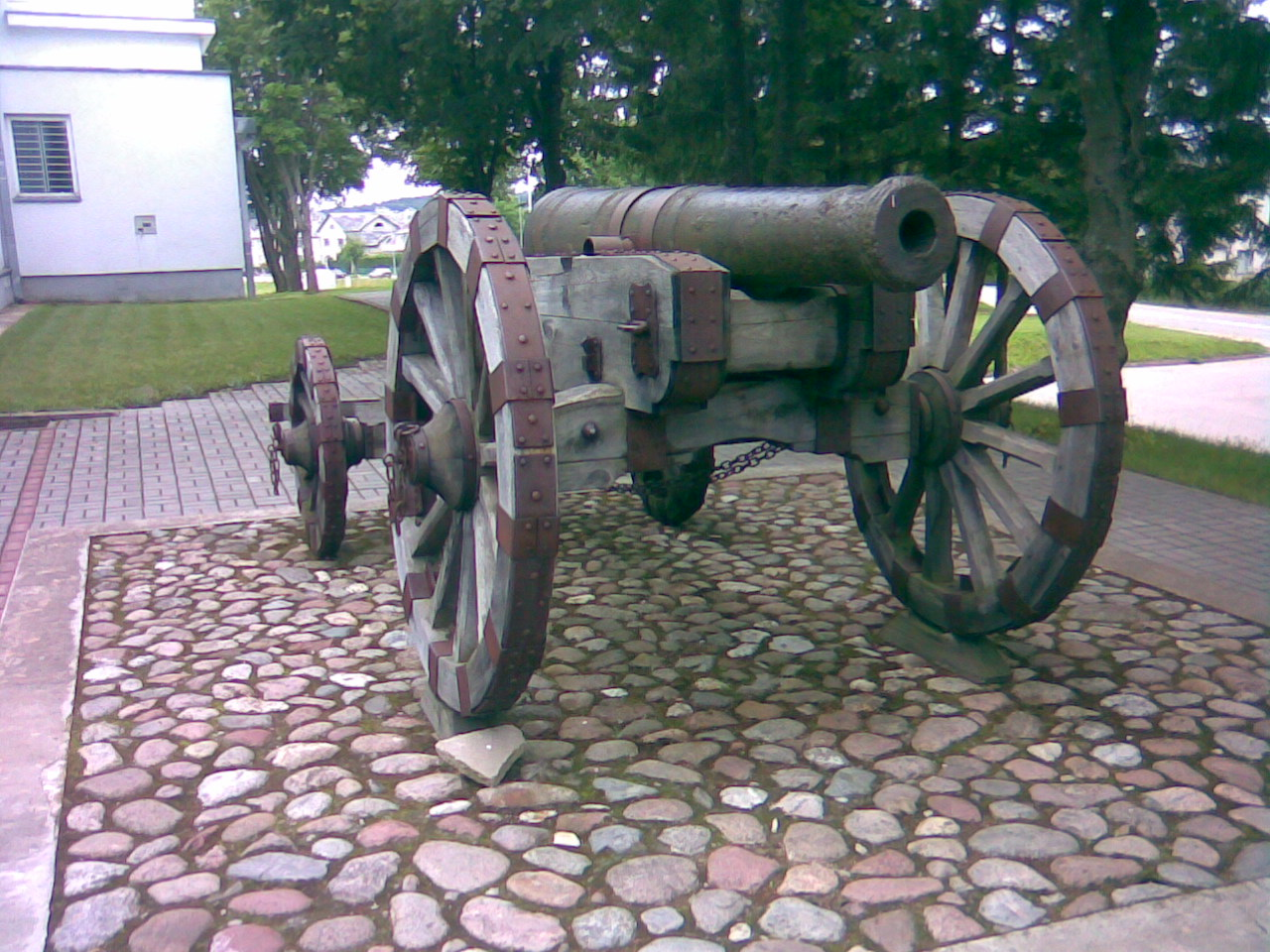
Гармата біля Жемайтського музею «Алка»
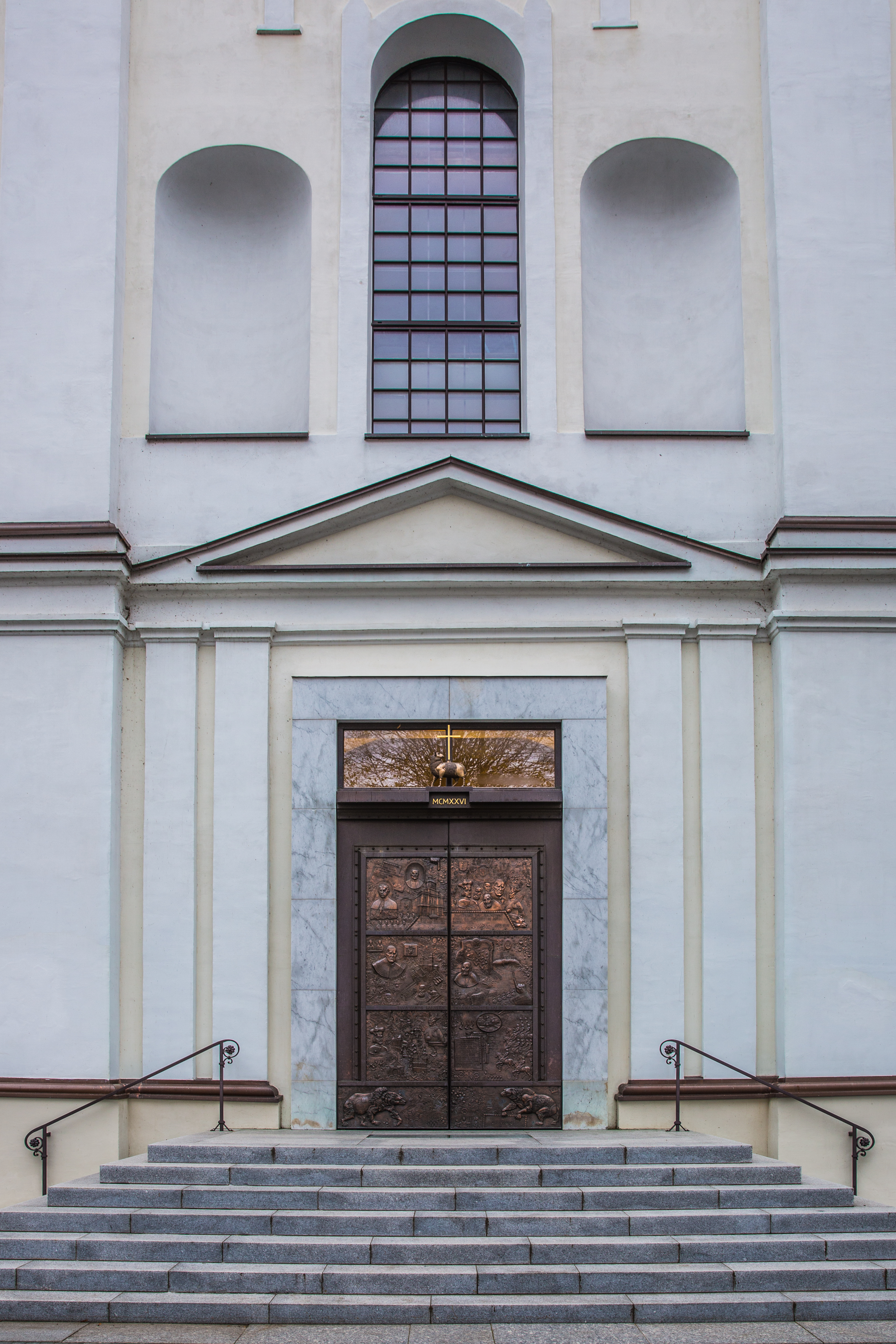
Двері Тельшяйського собору
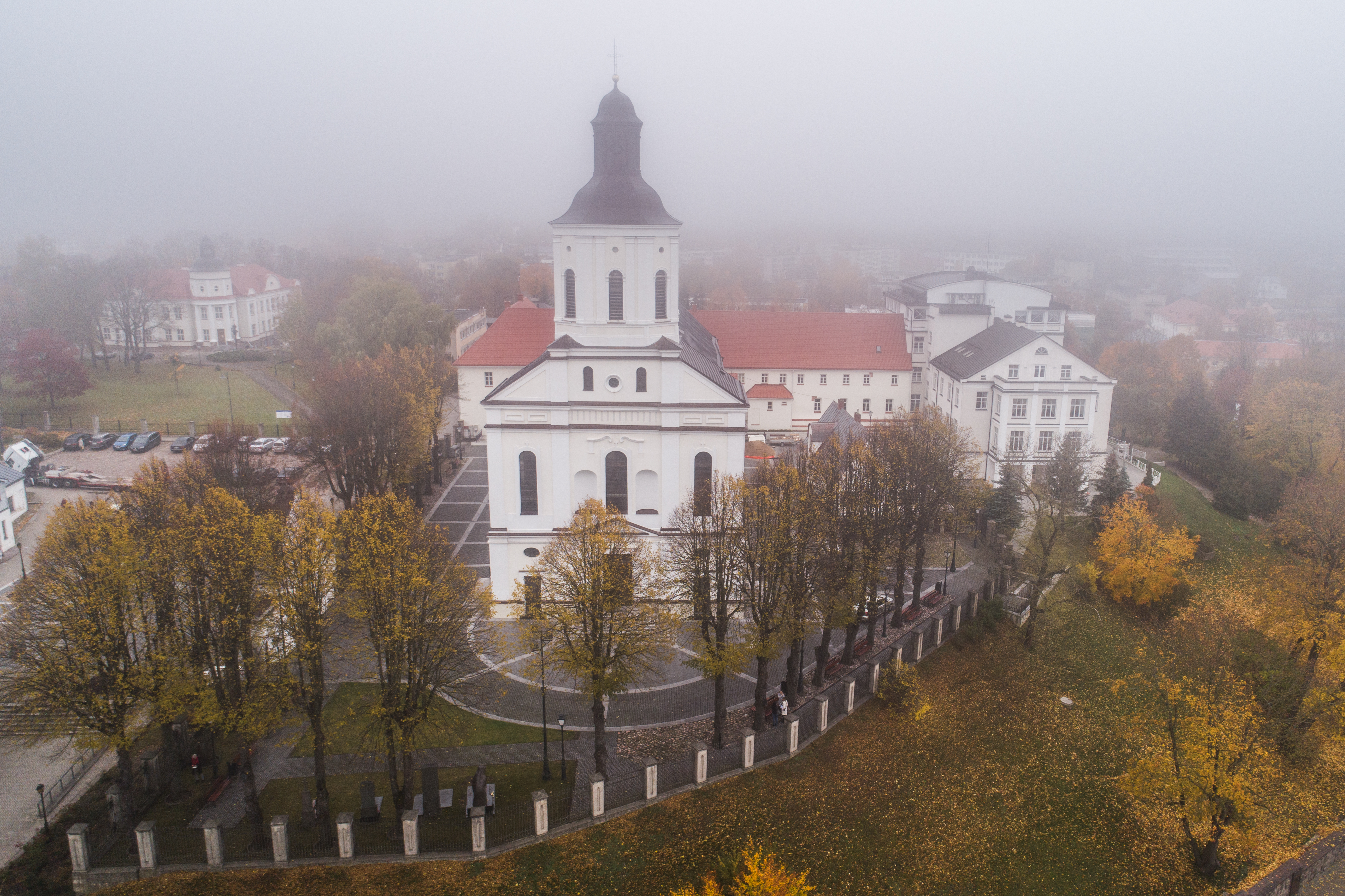
Вид з висоти пташиного польоту
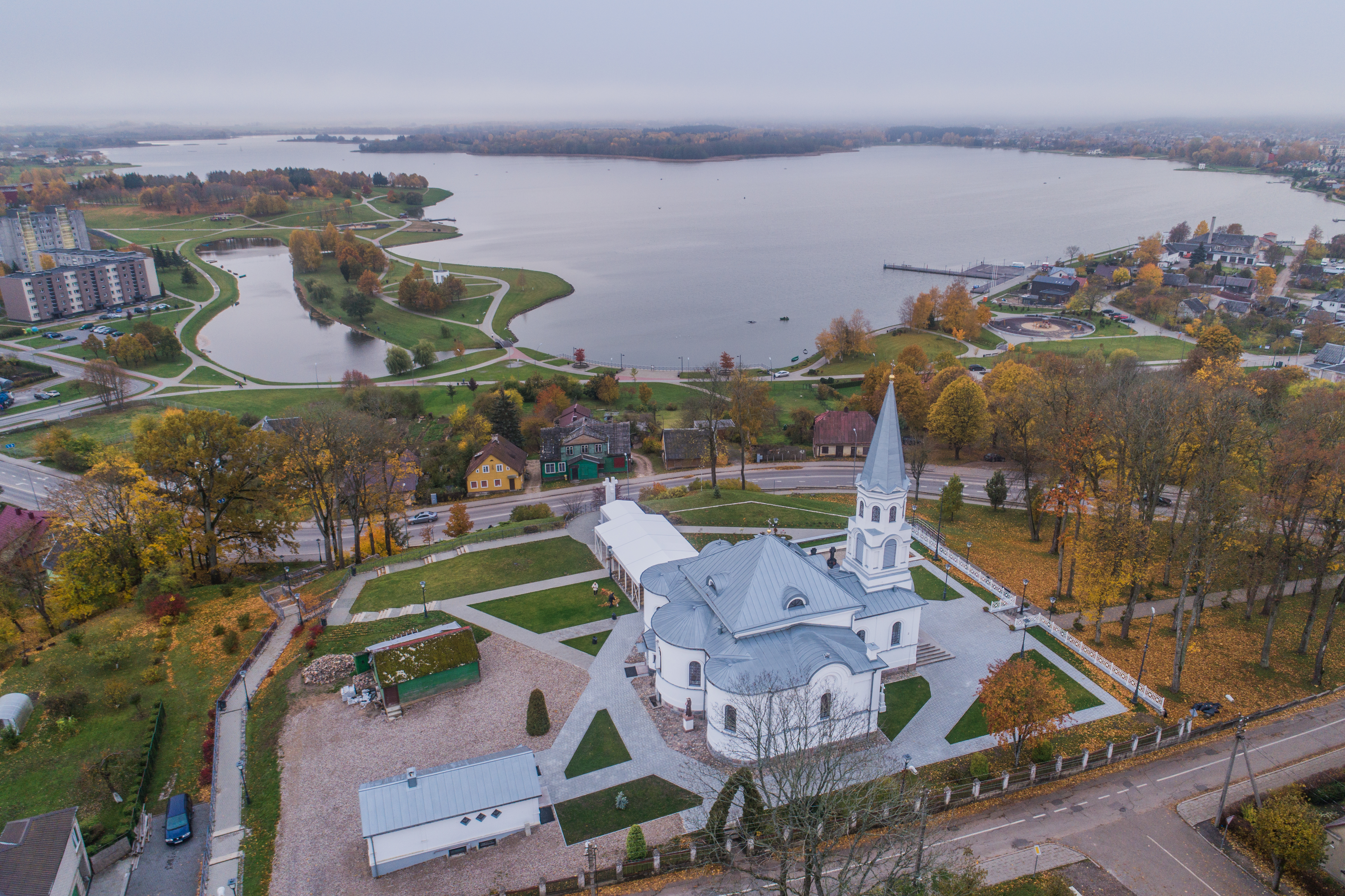
Озеро Мастіс
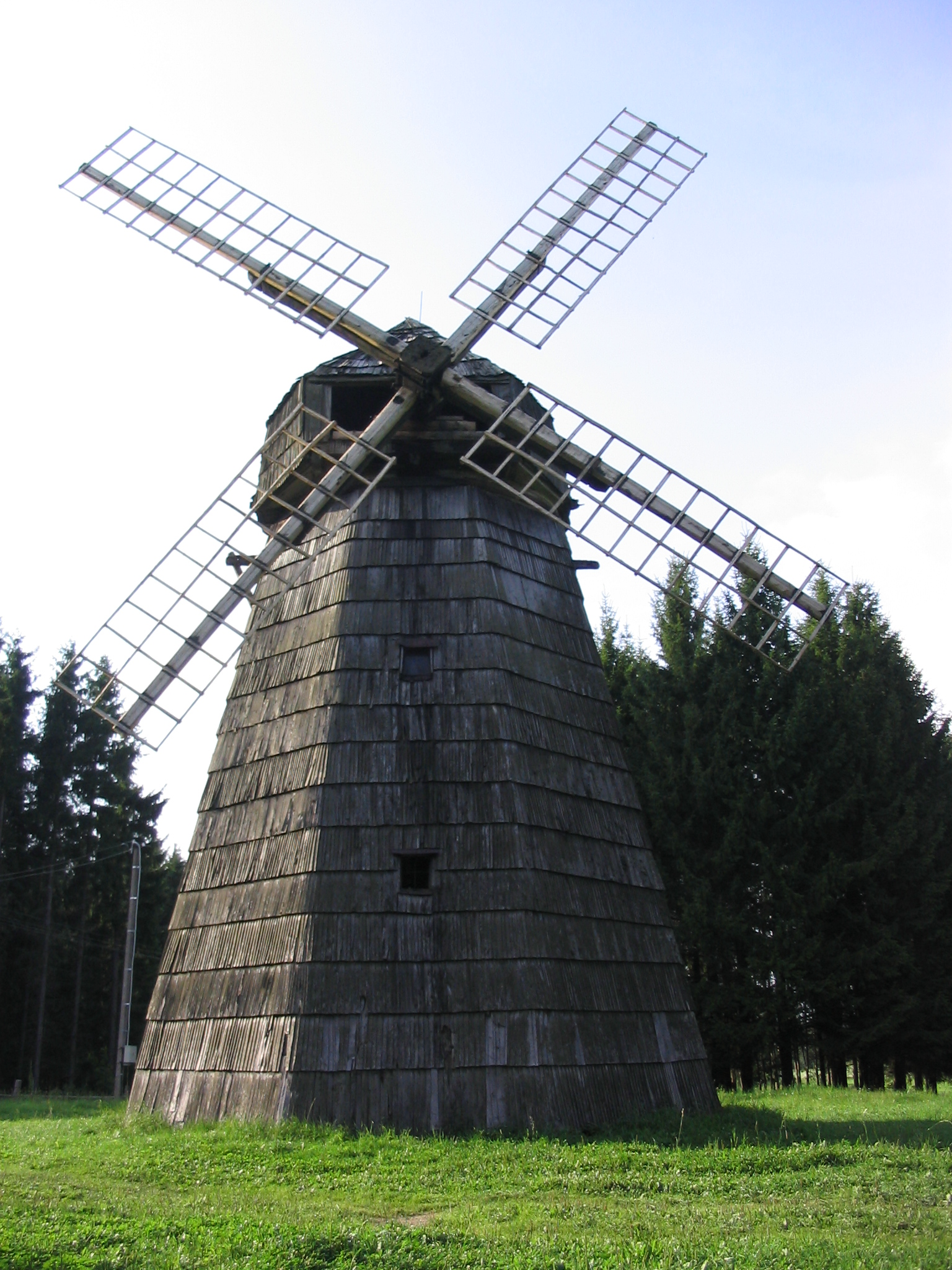
Вітряк у Музеї сільського побуту Жемайтії
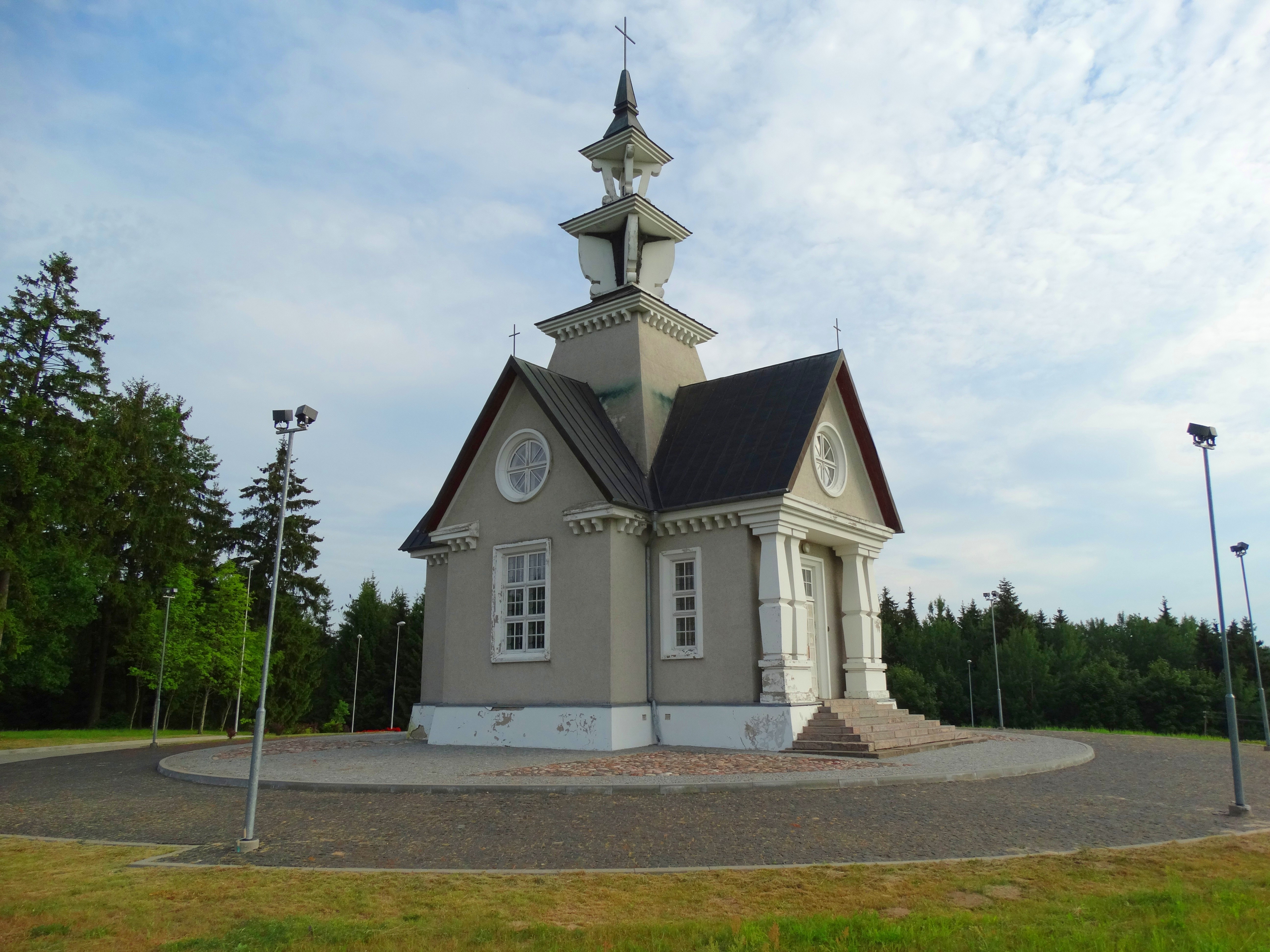
Каплиця в пам'ять Райняйської різанини, вчиненої Червоною Армією
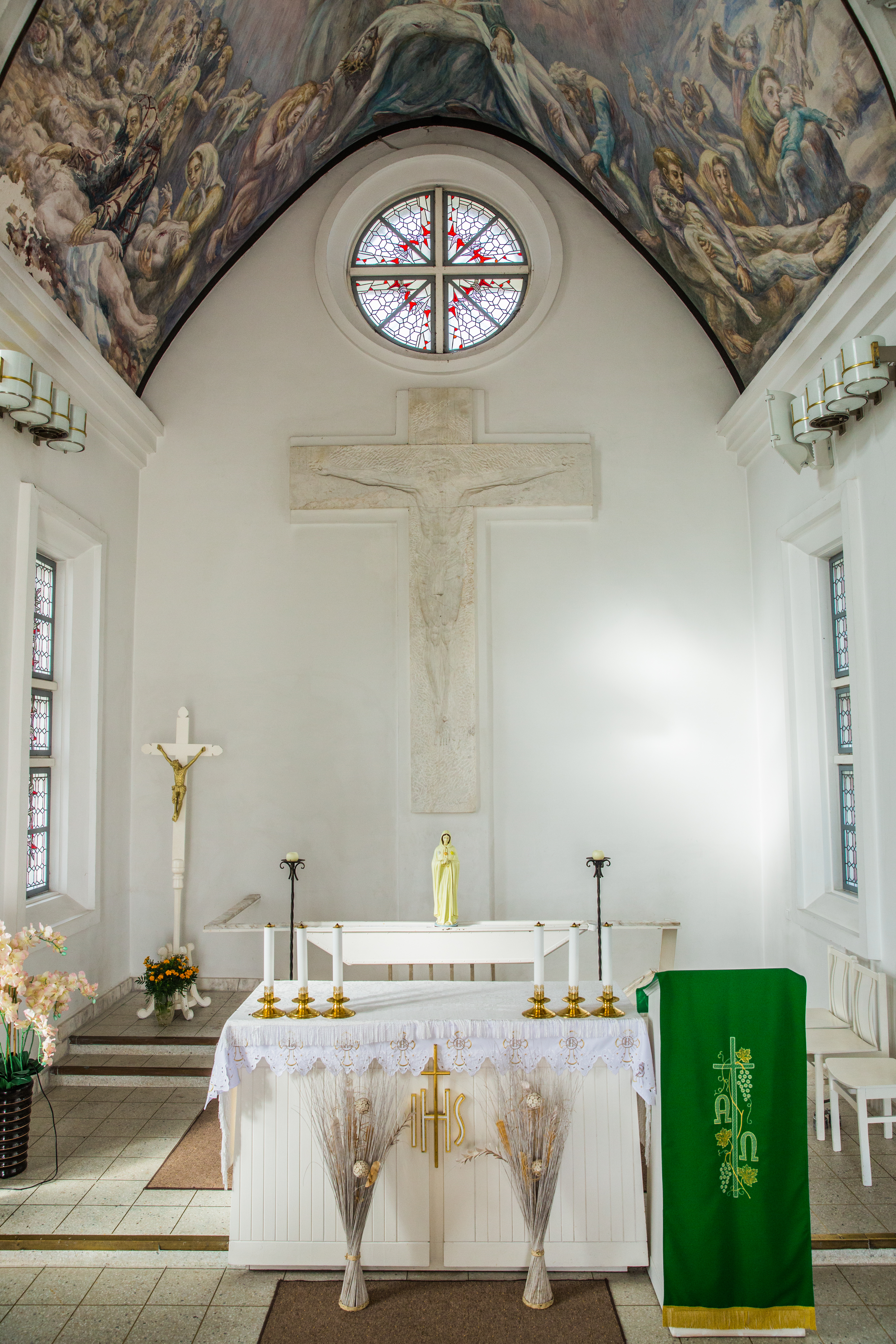
Інтер'єр каплиці, Райняй
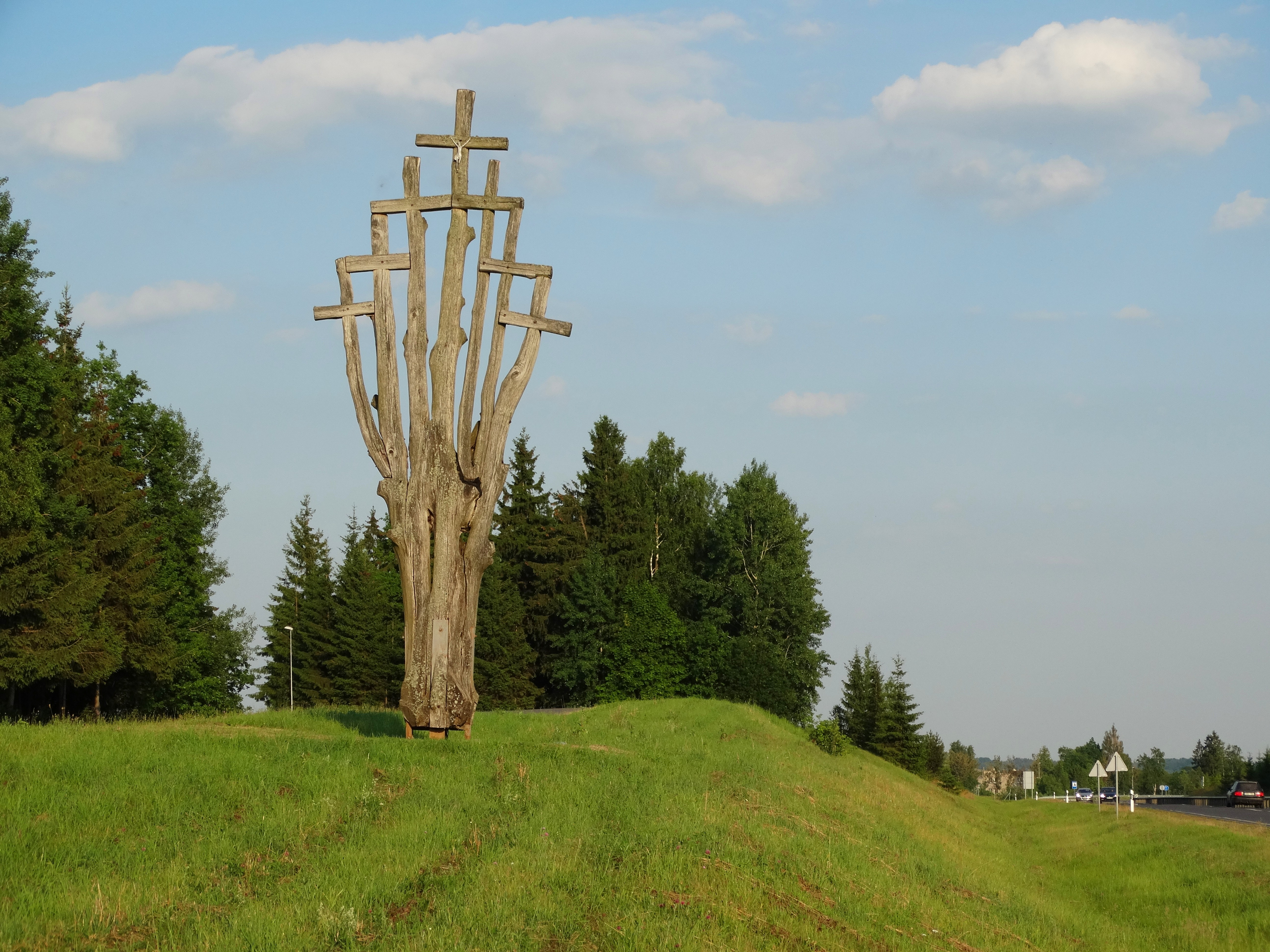
Райняйське дерево хрестів